# دهستان یوگوا (۱۹۹۱)
دهستان یوگوا (به لاتین: Jõgeva Parish) یک دهستان در استونی بود که در شهرستان یوگوا واقع شده‌بود.

## خصوصیات
دهستان یوگوا ۴۵۸ کیلومترمربع مساحت و ۵٬۳۴۰ نفر جمعیت دارد.